# Acacia scleroxyla
Acacia scleroxyla é uma espécie de leguminosa do gênero Acacia, pertencente à família Fabaceae.